# Shiva-samjita
El Shiva-samjita es un texto sánscrito de yoga, escrito por un autor desconocido.
El texto representa un diálogo del dios hinduista Shiva con su consorte, la diosa Parvati.

## Nombre sánscrito y etimología
- śivasaṃhitā, en el sistema AITS (alfabeto internacional para la transliteración del sánscrito).[2]
- शिवसंहिता, en escritura devanagari del sánscrito.[2]
- Pronunciación:
  - [shivá sañjitá] en sánscrito[2] o bien
  - [shíva sañjíta] en varios idiomas modernos de la India (como el bengalí, el hindí, el maratí o el palí).
- Etimología: ‘compendio de [el dios] Shiva’[2]
  - śiva: ‘auspicioso’, nombre eufemístico del colérico dios Shiva;
  - samhita: ‘compendio de versos’.

Es uno de los tres principales tratados clásicos que sobreviven acerca del hatha yoga, siendo los otros dos el Gheranda-samhita y el Hatha-yoga-pradipika.
Se considera que el Shiva-samjita es el tratado más completo y más democrático sobre el hatha yoga.

## Datación
Algunos autores creen que el Shiva-samjita fue escrito en el siglo XVIII,
En cambio el sanscritólogo James Mallinson (1970-) afirma que el Shiva-samjita es citado por autores ―como 
Ballala,
Bhavadeva Miśra (cuyo Yuktabhavadeva es de 1623),
Narayana Tirtha y
Shivananda Saraswati (cuyo Yoga-chintámani es de 1600 aproximadamente)―
que vivieron en el siglo XVII.
Según James Mallinson, el texto presenta indicios de que fue compuesto en Varanasi (Benarés).

## Contenido
James Mallinson afirma que el Shiva-samjita expone una enseñanza de yoga, sin embargo, también se autodenomina un tantra; también lo describe como una colección ecléctica de la tradición de yoga.
El Shiva-samjita habla de
una compleja fisiología humana,
nombra 84 asanas diferentes (solo cuatro de los cuales describe en detalle),
explica cinco tipos específicos de prana (los «aires» que ingresan en el organismo a través de la respiración), y proporciona técnicas para regularlos.
los mudras,
las prácticas tántricas y
la meditación. [8]
También se ocupa de la filosofía abstracta del yoga.
El texto hace hincapié en que incluso un grijastha (padre de familia) común puede practicar yoga y beneficiarse de ella.
El primer capítulo menciona varios métodos de liberación y puntos de vista filosóficos.
El segundo capítulo describe los nadis (canales de energía dentro del cuerpo), el fuego interno (que calienta todo el cuerpo) y las actividades de la yiva (alma espiritual).
El tercer capítulo describe
los aires que se mueven dentro del cuerpo,
la importancia de aceptar un gurú (maestro espiritual),
las cuatro etapas del yoga,
las cinco visualizaciones elementales
y los cuatro asanas principales.
El cuarto capítulo trata de las once mudras que pueden generar logros en el yoga.
El quinto capítulo es el más largo y más diverso. Describe
los obstáculos a la liberación,
los cuatro tipos de aspirantes,
la técnica de mirar una sombra,
el sonido interno,
los centros de energía y las energías esotéricas dentro del cuerpo (como la kundalini),
los siete lotos,
el "rey de los reyes del yoga", y
un mantra de tres partes que lleva ―a través de la dominación de lo mundano― a la liberación espiritual.

## Traducciones
Se han hecho muchas traducciones al inglés del Shiva-samjita.
La traducción al inglés más antigua que se conoce es la de Shri Chandra Vasu (en Lahore, 1884) en la serie conocida como The Sacred Books of the Hindus (‘los libros sagrados de los hinduistas’).
La traducción de Rai Bahadur Srisa Chandra Vasu, en 1914, también en la colección The Sacred Books of the Hindus, fue la primera traducción que encontró una audiencia mundial. Sin embargo, varios autores modernos la consideran inexacta, y ―debido a la mojigatería victoriana hindú― omite la explicación del mudra vashroli (apretar y soltar varias veces el esfínter uretral).
En 2007, James Mallinson hizo una nueva traducción para abordar estas cuestiones. La nueva traducción se basa en la única edición crítica del texto disponible, la publicada en 1999 por el Yoga Dham Kaivalya Research Institute.